# Ervilha da Fantasia
Ervilha da Fantasia é um documentário brasileiro produzido, escrito e dirigido por Werner Schumann, no ano de 1985, relatando fatos da vida e obra do escritor, poeta, tradutor e professor brasileiro Paulo Leminski. O programa foi exibido na TV em 1985 e em 1989 (na ocasião da morte do escritor).

## Sinopse
O trabalho descreve todo o pensamento de Paulo Leminski sobre poesia, cinema, literatura, psicanalise e apresenta a sua obra, que anos mais tarde (7 de junho de 1989) viria falecer em Curitiba.